# Модел објекти-везе
Модел објекти-везе (МОВ) представља један од начина на који се могу пројектовати базе података. Поред IDEF1x, UML, и још неколико других метода, МОВ представља један од најпопуларнијих метода.
Наиме, МОВ настоји да графичким путем, користећи дијаграм објекти-везе (ДОВ) прикаже модел реалног света, тј оног дела реалног света на који се база података односи. То приказивање стварности се одликује у приказивању објеката, њихових особина и међусобних односа.

## Објекти и атрибути
У реалном свету сваки објекат (човек, документ, превозно средство...) има обиље особина. При пројектовању базе података, а самим тим и израде МОВ-а, врши се апстракција, то јест занемаривање небитних ствари.
На пример, ако је реч о бази података неког предузећа, за објекат типа човек од значаја су нам особине као што су стручна спрема и радни стаж, а кад би се радила база података неког спортског друштва, онда би од заначаја за човека биле особине спорт којим се бави, висина, тежина и сл. У теорији база података ове особине се називају атрибутима. Један атрибут, или група од неколико атрибута, који су јендиствени у свом појављивању, кандидати су за идентификатора објеката датог типа.
Оваквом апстракцијом долазимо до типова података.
У конкретном примеру, тип податка је човек. С друге стране, у зависности од нивоа апстракције (који опет зависи од потреба саме базе) можемо имати различите типове. Негде бисмо могли да направимо објекат типа превозно средство, али, ако пројектујемо базу и МОВ неког система где су возила од кључног значаја, морамо ниво апстракције спустити и, уместо превозног средства, имати типове као што су аутомобили, камиони, аутобуси.
На ДОВ-у се објекти приказују правоугаоницима, док се њихови атрибути приказују круговима/елипсама директно повезаним са објектом.

### Објекти и типови
Од кључног значаја за разумевање МОВ-а је правити разлику између појмова објекат (ентитет) и тип.
Тип представља дефинисиње, али не и опредмећивање, особина и даје опсег релација које одређени објекти морају имати. Објекат представља опредмећивање, конкретно појављивање неког типа.
Вратимо се опет типу човек. Човек, као тип, има особине име, тежина и висина. Тиме је сам тип дефинисан. С друге стране, ако кажемо да је Пера тежак 80kg и висок 180cm, а Мика тежак 90kg, а висок 170cm, онда говоримо о два конкретна појављивања типа човек, тј о два објекта која су типа човек. Исто и када говоримо о релацијама, тј. односима, у дефиницији типа човек можемо рећи да човек може да не вози ни једно возило, али и да може возити бесконачно много возила. Али посебно ћемо за Перу рећи да вози један аутомобил, а за Мику да вози комби и мотоцикл.

## Везе
Везе представљају концепт који објашањава на који начин су два или више објеката повезана. Ако узмемо бинарну везу, тј. везу између два објекта, као базични тип везе, онда говримо о односу где се веза, тј. однос може посматрати из два угла. У вези лечење, можемо да кажемо да доктор лечи пацијента, али и да је пацијент излечен од стране доктора.
За везу су од великог значаја кардинални бројеви. То су бројеви који означавају са колико различитих објеката другог типа објекат може да ступи у везу. Кардинални бројеви могу бити 0, 1 и М (неограничено много). На пример, доктор може да лечи више пацијената, али појединачни пацијент може бити лечен од само једног доктора (уколико такво ограничење постоји у моделованом систему).
Саме везе се обележавају ромбовима, који се налазе на линији која повезује објекте у вези. Везе имају своје идентификаторе. Они се на ДОВ-у не обележавају директно јер њих чини идентификатор једног или оба објекта која су у вези.

### Слаби објекти
Концепт слабих објеката се везује за објекте који се могу једном или више пута појавити за свако појављивање једног обичног објекта, који се сад може назвати и јаким објектом. Пример може бити број телефона. Претпоставимо да у бази морамо да водимо евиденцију о бројевима телефона запослених. За објекат запослени може се везати атрибут број телефона, међутим тиме смо ограничени на то да запослени може имати евидентиран само један број телефона. А у стварности може и више.
Овај проблем се решава тако што се направи нови објекат број телефона, и он се, као слаб објекат, везује за објекат запослени. Слаб објекат се обележава усмереном линијом где је кардиналност од слабог ка јаком објекту 1.
Идентификатор слабог објекта је сложен: састоји се из идентификатора самог слабог објекта и из идентификатора његовог јаког објекта.

#### Објекти са семантички ограниченим скупом вредности
Код слабих објеката је карактеристично да имају, условно речено, безброј могућих облика јављања. Ако бисмо имали објекат рачун који би имао атрибуте који се налазе у заглављу рачуна, а за њега везан слаб објекат ставка рачуна, јављање овог објекта се може десити на много начина, јер њега карактеришу прво сам производ, а затим и количина и цена која су, фактички, неограниченог опсега.
Ако бисмо имали ситуацију да водимо евиденцију о данима у недељи кад који човек иде на џогирање, где свако може да не џогира ни једном у недељи, али може и свих седам дана, нећемо користити концепт слабих објеката, како се можда чини на први поглед. Зашто? За разлику од ставке рачуна, дани у недељи се јављају у врло ограниченом домену од свега 7 различитих облика. Друга битна разлика је та да, док слаби објекти не постоје и немају смисла без јаких објеката, објекти који су семантички одређени постоје независно од објеката са којим ступају у везу. Понедељак, уторак, среда.. постоје независно од тога да ли ико џогира тим данима или не. Кад се већ знају све могуће вредности, практичније је да се већ чувају негде (у виду објекта, у овом случају објекта Дан) него стално у базу куцати исте ствари (понедељак, понедељак, среда, уторак, среда, среда...). Одвајањем у посебан објекат семнатички дефинисан опсег вредности се и знанто смањује могућност грешки при уносу тих вредности.

## Проширени модел објекти-везе
Многи информатичари и теоретичари су давали своја проширења на модел објекти-везе. Последње деценије, прво у Југославији, а сада у Србији врло је популаран проширени модел објекти-везе (ПМОВ) који је уобличен од стране групе стручњака са Факултета техничких наука у Новом Саду.